# Relation d'Amoroso-Robinson
 (avril 2024).
La mise en forme du texte ne suit pas les recommandations de Wikipédia : il faut le « wikifier ».
Les points d'amélioration suivants sont les cas les plus fréquents. Le détail des points à revoir est peut-être précisé sur la page de discussion.
- Les titres sont pré-formatés par le logiciel. Ils ne sont ni en capitales, ni en gras.
- Le texte ne doit pas être écrit en capitales (les noms de famille non plus), ni en gras, ni en italique, ni en « petit »…
- Le gras n'est utilisé que pour surligner le titre de l'article dans l'introduction, une seule fois.
- L'italique est rarement utilisé : mots en langue étrangère, titres d'œuvres, noms de bateaux, etc.
- Les citations ne sont pas en italique mais en corps de texte normal. Elles sont entourées par des guillemets français : « et ».
- Les listes à puces sont à éviter, des paragraphes rédigés étant largement préférés. Les tableaux sont à réserver à la présentation de données structurées (résultats, etc.).
- Les appels de note de bas de page (petits chiffres en exposant, introduits par l'outil «  Source ») sont à placer entre la fin de phrase et le point final[comme ça].
- Les liens internes (vers d'autres articles de Wikipédia) sont à choisir avec parcimonie. Créez des liens vers des articles approfondissant le sujet. Les termes génériques sans rapport avec le sujet sont à éviter, ainsi que les répétitions de liens vers un même terme.
- Les liens externes sont à placer uniquement dans une section « Liens externes », à la fin de l'article. Ces liens sont à choisir avec parcimonie suivant les règles définies. Si un lien sert de source à l'article, son insertion dans le texte est à faire par les notes de bas de page.
- La présentation des références doit suivre les conventions bibliographiques. Il est recommandé d'utiliser les modèles {{Ouvrage}}, {{Chapitre}}, {{Article}}, {{Lien web}} et/ou {{Bibliographie}}. Le mode d'édition visuel peut mettre en forme automatiquement les références.
- Insérer une infobox (cadre d'informations à droite) n'est pas obligatoire pour parachever la mise en page.

Pour une aide détaillée, merci de consulter Aide:Wikification.
Si vous pensez que ces points ont été résolus, vous pouvez retirer ce bandeau et améliorer la mise en forme d'un autre article.
La relation d'Amoroso-Robinson, tenant son nom des économistes Luigi Amoroso et Joan Robinson, décrit la relation entre prix, revenu marginal et élasticité de la demande :
{\displaystyle R_{m}=p\times \left(1-{\frac {1}{|\varepsilon _{x,p}|}}\right),}
où :
- {\displaystyle R_{m}} est le revenu marginal,
- {\displaystyle x} est une quantité de bien,
- {\displaystyle p} est le prix de ce bien,
- {\displaystyle \varepsilon _{x,p}} est l'élasticité-prix de la demande.

## Démonstration
On note {\displaystyle p(x_{i})} le prix d'un bien et {\displaystyle x_{i}} la quantité de ce bien. On remarque que n'étant pas en condition de concurrence pure et parfaite, le prix n'est pas une constante. On peut ainsi exprimer le revenu total {\displaystyle R_{t}(x_{i})=x_{i}.p(x_{i})}. On exprime ensuite le revenu marginal, qui est la dérivée du revenu total : {\displaystyle R_{m}(x_{i})=p(x_{i})+x_{i}.p'(x_{i})}. En factorisant dans le membre de droite, on obtient :
{\displaystyle R_{m}(x_{i})=p(x_{i})\times {\bigg (}1+{\dfrac {x_{i}\cdot p'(x_{i})}{p(x_{i})}}{\bigg )}.}
En notation de Leibniz, on a : {\displaystyle {\dfrac {x_{i}\times p'(x_{i})}{p(x_{i})}}=p'(x_{i})\times {\dfrac {x_{i}}{p}}={\dfrac {dp}{dx_{i}}}\times {\dfrac {x_{i}}{p}}}
En exprimant {\displaystyle x_{i}} en fonction de la demande que l'on note {\displaystyle D_{i}}, on obtient : {\displaystyle {\dfrac {D_{i}\times p'(D_{i})}{p(D_{i})}}={\dfrac {dp}{dD_{i}}}\times {\dfrac {D_{i}}{p}}}.
On exprime désormais l'élasticité-prix {\displaystyle \varepsilon _{x,p}} du prix {\displaystyle p(x_{i})} de la demande {\displaystyle D_{i}} par {\displaystyle \varepsilon _{x},p={\dfrac {dD_{i}}{dp}}\times {\dfrac {p}{D_{i}}}}. On remarque alors que {\displaystyle {\dfrac {D_{i}\times p'(D_{i})}{p(D_{i})}}={\dfrac {1}{\varepsilon _{x},p}}}.
En vertu de la loi de la demande, l'élasticité est strictement négative : {\displaystyle \varepsilon _{x,p}<0}, on adopte donc la notation en valeur absolue qui donne : {\displaystyle {\dfrac {D_{i}\times p'(D_{i})}{p(D_{i})}}=-{\dfrac {1}{|\varepsilon _{x},p|}}}.
Finalement, on a bien : {\displaystyle R_{m}(x_{i})=p(x_{i})\times {\bigg (}1+{\dfrac {x_{i}\times p'(x_{i})}{p(x_{i})}}{\bigg )}=p(x_{i})\times \left(1-{\frac {1}{|\varepsilon _{x,p}|}}\right)}d'où {\displaystyle R_{m}=p\times \left(1-{\frac {1}{|\varepsilon _{x,p}|}}\right).}